# Mateusz Żarczyński

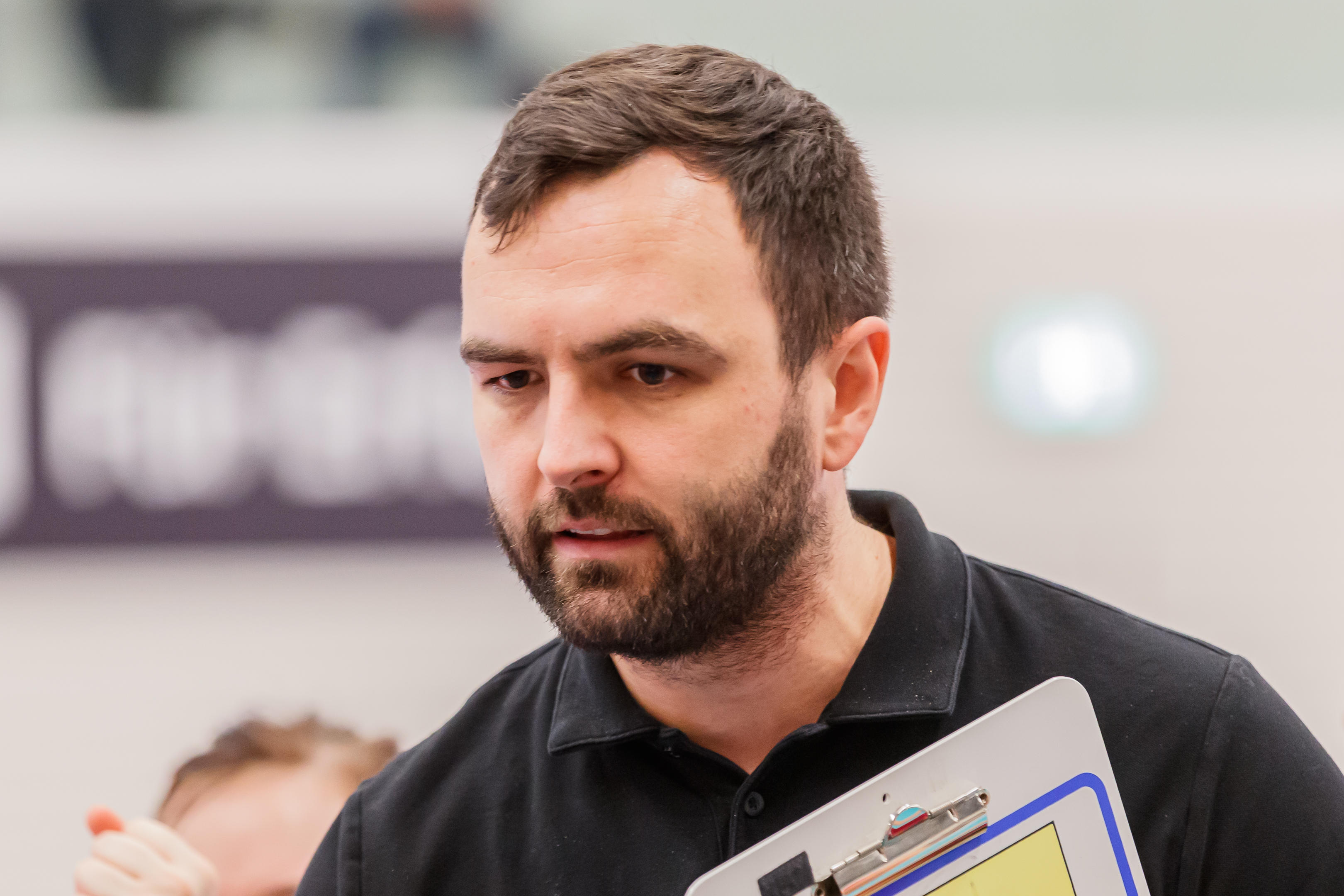
2023 bei Schwarz-Weiss Erfurt

Mateusz Żarczyński (* 30. September 1990 in Bielawa) ist ein polnischer Volleyballtrainer.

## Karriere
Żarczyński begann seine Trainerkarriere 2015 als Co-Trainer des polnischen Erstligisten Impel Wrocław. Parallel zu dieser Tätigkeit arbeitete er seit 2017 als Statistiker für die polnische U20-Nationalmannschaft der Frauen. Im selben Jahr unterschrieb er einen Vertrag beim deutschen Erstligisten VfB Suhl Lotto Thüringen als Scout und Co-Trainer und arbeitete dort mit Han Abbing zusammen, bis dieser im Januar 2018 entlassen wurde und Żarczyński – zunächst als Interimslösung später dann als Cheftrainer – seine Nachfolge antrat. Von 2019 bis 2021 war er zudem ebenfalls Co-Trainer der tschechischen Nationalmannschaft. Nach zwei Spielzeiten wurde sein Vertrag in Suhl nicht verlängert.
In der Saison 2020/21 ersetzte Żarczyński seinen Landsmann Wojciech Pałeszniak als Co-Trainer beim deutschen Bundesligisten Dresdner SC, mit dem er die deutsche Meisterschaft gewann. Nach dem Ende der Saison gab der Verein den Abgang von Żarczyński bekannt. Zur Saison 2021/22 wurde er erneut Co-Trainer bei Impel Wrocław, mittlerweile umbenannt in #VolleyWrocław. Nach dem Rücktritt von Dawid Murek wurde er im Oktober 2021 zum Cheftrainer befördert. Im Februar 2022 gab #VolleyWrocław die Verpflichtung von Michal Mašek als neuen Cheftrainer bekannt, sodass Żarczyński wieder ins zweite Glied rückte.
Zur Saison 2022/23 verließ Żarczyński #VolleyWrocław und wurde Co-Trainer beim damaligen deutschen Zweitligisten Schwarz-Weiss Erfurt. Als nach dieser Saison der bisherige Cheftrainer Konstantin Bitter den Verein verließ, wurde Żarczyński dessen Nachfolger und führte die Erfurterinnen anschließend zum Aufstieg in die Bundesliga.